# Station Micheldever
Micheldever is een spoorwegstation van National Rail in Micheldever, Winchester in Engeland. Het station is eigendom van Network Rail en wordt beheerd door South Western Railway. Het station is geopend in 1840.